# Genodermatozy
Genodermatozy – jakiekolwiek uwarunkowane genetycznie choroby skóry: należą tu liczne choroby skóry lub zespoły dotyczące wielu narządów, w tym także skóry.
Przykładem genodermatozy może być pęcherzowe oddzielanie się naskórka, rybia łuska, dziedziczny obrzęk naczynioruchowy, dziedziczna koproporfiria, dziedziczne teleangiektazje, stwardnienie guzowate, nerwiakowłókniakowatości, zespół Peutza-Jeghersa, dziedziczna dyschromatoza symetryczna czy dyschromatoza uniwersalna.